# Micro Olympics
Micro Olympics è un videogioco sportivo multievento di atletica leggera ispirato a Track & Field, pubblicato nel 1984 per Acorn Electron, BBC Micro, Commodore 64 e ZX Spectrum dall'editrice britannica Database Publications, poi divenuta Europress. Nel 1987 venne ripubblicato in edizione economica con il titolo Olympic Spectacular dalla Alternative Software, ricevendo alcune pessime recensioni (versione Spectrum) perché era ormai un titolo decisamente superato.
Secondo la rivista Electron User, Micro Olympics fu il primo caso di software contenente inserzioni pubblicitarie a pagamento (pratica oggi detta in-game advertising), sotto forma di semplici scritte sui cartelloni a bordo pista, che pubblicizzano altre società di informatica dell'epoca.

## Modalità di gioco
Il programma permette a un giocatore singolo di affrontare separatamente 11 discipline olimpiche maschili: corsa sui 100, 200, 400, 800 e 1500 metri piani, lancio del giavellotto, disco e martello, salto in lungo, in alto e con l'asta. L'obiettivo è battere il risultato ottenuto con una certa variabilità casuale da un atleta controllato dal computer, che nei lanci e salti gareggia prima del giocatore (visualizzare la sua prova è opzionale) e nella corsa gareggia simultaneamente. Ogni disciplina è una partita a sé stante e non ci sono classifiche generali.
Tutte le gare si basano sulla pressione alternata di tasti più rapidamente possibile per far prendere velocità all'atleta. In molte gare si tratta di due tasti configurabili, in altre bisogna ripetere una sequenza di quattro tasti predefiniti. La visuale in tutte le gare è di lato, con le tribune e i cartelloni pubblicitari sullo sfondo; l'azione avviene sempre da destra verso sinistra, con scorrimento quando si corre su spazi lunghi. Le prove di ogni gruppo di discipline sono concettualmente simili tra loro:
- Corse: si tratta solo di alternare due tasti configurabili. Varia solo la durata, che ha tempi simili a quelli della realtà, e può diventare estenuante nel caso dei 1500 metri[2]. Stranamente, la visuale è centrata sull'atleta che sta conducendo la gara, quindi se l'atleta del giocatore rimane indietro può anche sparire dallo schermo.
- Lanci: si sceglie prima l'angolo di lancio in gradi, quindi si prende velocità alternando i tasti, infine bisogna scegliere correttamente il momento di lancio durante la rotazione.
- Salti: si prende velocità alternando i tasti, quindi bisogna scegliere correttamente il momento di salto.